# JB-2 (ミサイル)
JB-2 ルーン
国立アメリカ空軍博物館に展示されるリパブリック・フォードJB-2ルーン。
- 用途：無人飛行爆弾
- 分類：地対地ミサイル、巡航ミサイル
- 製造者：

  - リパブリック・アビエーション
  - フォード・モーター
  - ウィリス・オーバーランド社
- 運用者： アメリカ合衆国（陸軍、空軍）
- 初飛行：1944年10月
- 生産数：1,391発
- 運用開始：1945年
- 退役：1950年
- 運用状況：退役

リパブリック・フォード JB-2 ルーン（Republic-Ford JB-2 Loon）はアメリカ合衆国が開発した極初期の巡航ミサイルである。
“Loon”とは水鳥の一種であるアビを意味する。

## 概要
JB-2はアメリカ空軍が装備した最初の無人誘導弾である。この兵器は、ナチス・ドイツのV1飛行爆弾を模造した兵器で、第二次世界大戦中に進められていたアメリカ陸軍航空隊によるジェット爆弾（JB）企画（JB-1からJB-10まで存在）のうちで、もっとも成功したものである。大戦終了後、JB-2は、MGM-1マタドール、また後にはMGM-13メイスのように、より進んだ地対地戦術ミサイルシステムの開発において重要な役割をもたらした。
開発は1944年であり、アメリカでは日本本土への侵攻作戦（ダウンフォール作戦）に投入することが企画された。しかし、実際に戦争に投入されることは一度も無かった。

## 戦時の開発

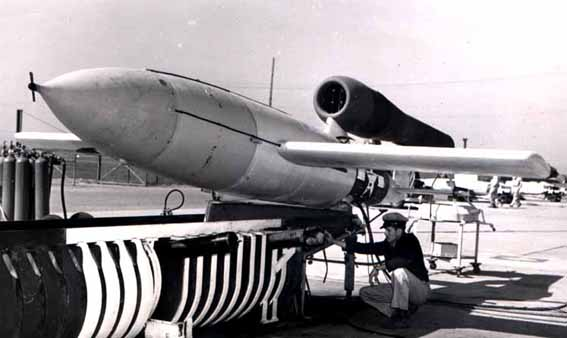
イーグリンまたはウェンドオーバー基地でアメリカ空軍の人員に検査されるJB-2ルーン。1944年。

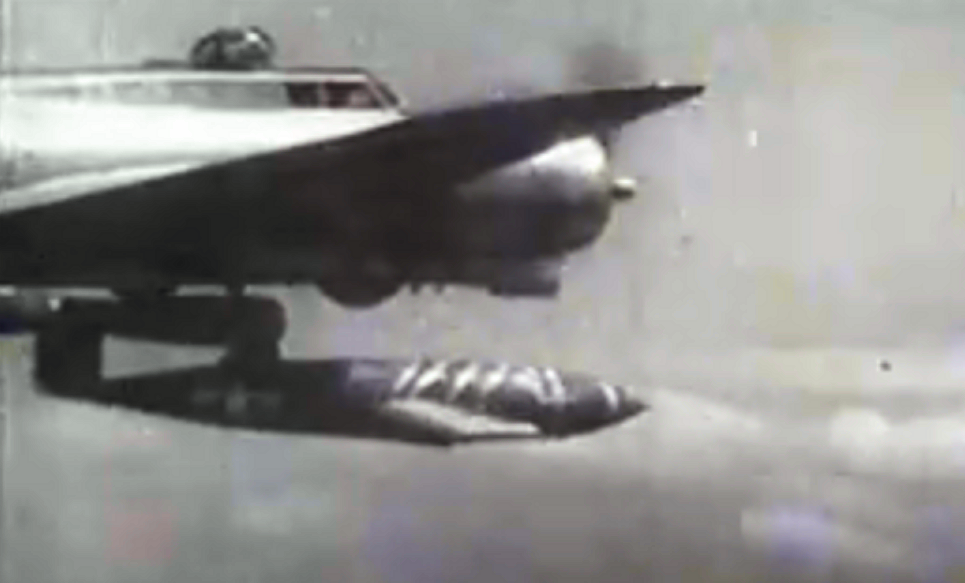
飛行試験のため、B-17によって空中発射されるJB-2。1944年、兵器実験中。

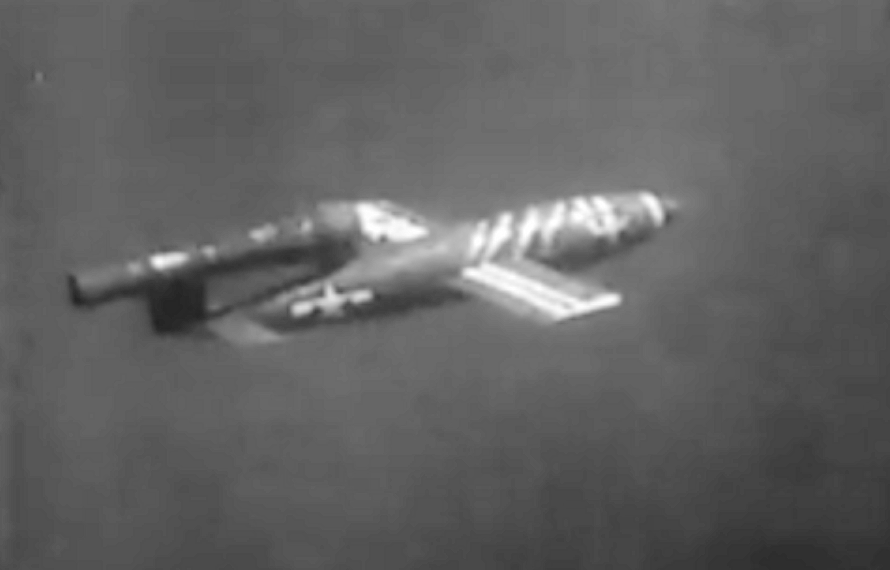
空中発射後の飛行。1944年。

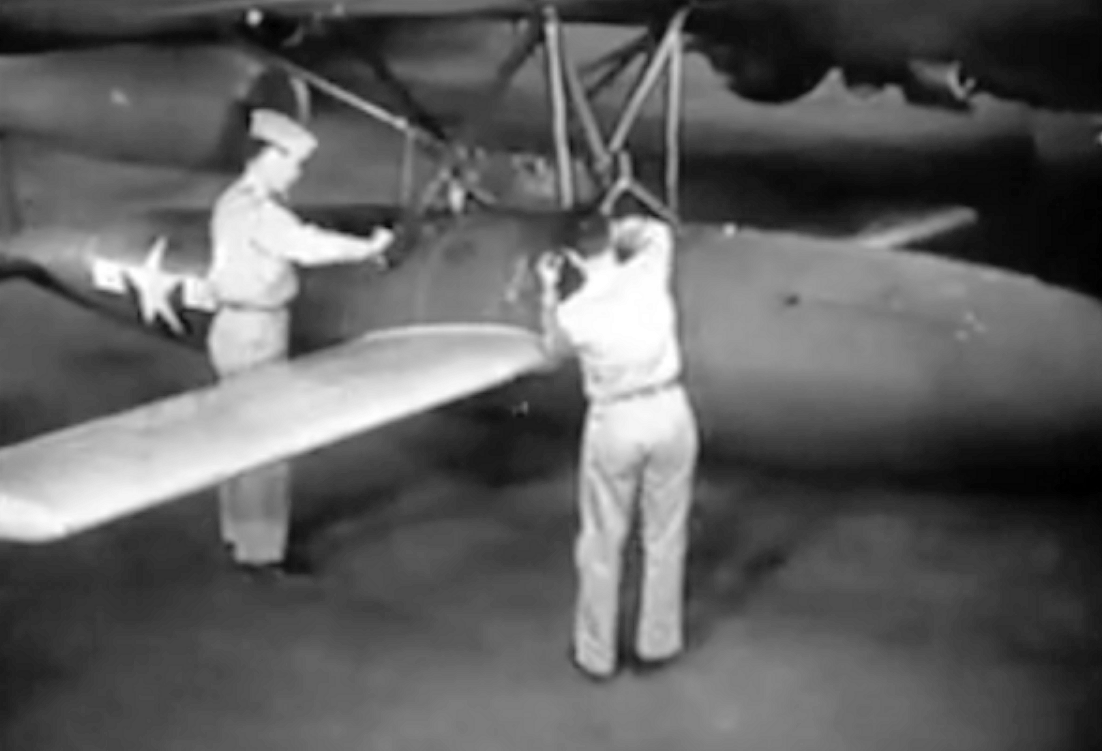
空中発射のための地上での準備の状況。1944年。

アメリカ合衆国は、1942年8月22日、ナチス・ドイツの秘密兵器V−1ミサイル(飛行爆弾)の存在を把握した。これは、デンマーク海軍警備隊が、ドイツとスウェーデンの間に位置するバルト海洋上のボーンホルム島において、墜落したV-1飛行爆弾の初期試作型(機体番号V-83)を発見したことによる。この残骸の写真1枚と詳細なスケッチはイギリスへもたらされた。一カ月に渡る情報収集、諜報範囲の変更などを通じ、この飛行爆弾の射点としてバルト海沿岸のドイツ領ペーネミュンデのドイツ陸軍のミサイル試験・開発基地にたどり着いた。
。
航空写真やドイツ内部のソースからの情報があつまり、アメリカ合衆国は1943年にジェット推進による爆弾の開発を決定した。1944年7月、アメリカ陸軍航空隊は、ノースロップ社に対し、プロジェクトMX-543において、JB-1という（“JB-1”とは「Jet Bomb 1」の頭文字である）ターボジェット推進の飛行爆弾を開発する旨の契約を結んだ。ノースロップ社は全翼式の航空機の中央部に、2基のジェネラル・エレクトリックB1ターボジェットを搭載するという設計案を提出した。爆装は翼付け根に空力的な覆いを付けた900kg爆弾2発を搭載するものである。設計は空気力学的な試験が行われ、1機のJB-1は空力特性を、調査するため有人グライダーとして製造、1944年8月に初飛行を行った。
イギリスからもたらされた情報により、V−1コピー品の開発としてプロジェクトMX-544が開始され、イギリスから分析のために持ち込まれた墜落したV-1群からリバースエンジニアリングを行い、1944年6月12〜13日のイングランドへのV-1飛行爆弾の第一波攻撃の3週間後、1944年7月には、ライトフィールドのアメリカ人技術者たちは、アルグスAs014パルスジェットエンジンの可動コピー品の始動に成功した。
このリバースエンジニアリングにより、アメリカは最初の量産型誘導ミサイル「JB-2」を手に入れた。
9月8日、最初のJB-2は13基が完成した。リバースエンジニアリング、組み立てはリパブリック社で行われ、参考資料はライトフィールドで7月に渡された。アメリカ合衆国のJB-2はドイツのV-1とごく小さな点で相違があった。翼幅はわずか2.5インチ広げられ、翼弦は61cm延長された。この相違から、V-1は翼面積が5.1平方メートルであるのに対し、JB-2は5.64平方メートルとなった。
1944年10月、JB-2の最初の発射にはフロリダ州のイーグリン陸軍飛行場が選定された。イーグリンの一団に加えて、オハイオ州に所在するライトフィールドからは特殊兵器支部が分遣され、1944年にユタ州のウェンドオーバー基地に移動した。これは鹵獲ロケット兵器や、JB-2を含む実験的なロケットシステムを評価する任務を担当した。発射試験はウェンドオーバーの技術基地南側に設けられた発射台から行われた。発射エリアはグーグルアースから閲覧できる。このとき破壊されたV-1とJB-2の破片は、ときどきウェンドオーバー空港の勤務員によって発見される。
1944年12月、ノースロップJB-1の最初の機体が発射準備を完了した。このミサイルはロケット推進のソリによって長さ150mの発射レール上を打ち出されたが、発進から数秒後に、JB-1は急上昇し、失速に入って墜落した。これは離陸に際し、計算を誤って設定した昇降舵が原因だった。しかし、JB-1の計画は、主としてジェネラル・エレクトリックB1ターボジェットエンジンの性能と信頼性が予想よりも低かったことを原因に中止された。さらに、フォードがJB-2に用いる予定のアルグス・パルスジェットエンジンを開発するための費用は、ジェネラル・エレクトリックのターボジェットエンジンよりもはるかに少なく済んだ。この後、JB-2は最終的な開発と量産のために作業が続行された。
初回生産の発注数は1,000基であり、その後にも1カ月に1,000基が生産されることとされた。しかしながらこの生産数は1945年4月まで達成が期待できなかった。リパブリック社は、自社が持つ生産ラインではP-47戦闘機を製造しており、機体フレームの製造をウィリス・オーバーランド社に下請け契約した。フォード社ではエンジンを製作した。呼称はIJ-15-1である。これは900ポンドの推力を持つ、V-1のアルグス・シュミット パルスジェットエンジンのコピーだった。誘導装置と自動操縦装置は、オハイオ州クリーブランドに所在したジャック&ハインツ社によって生産された。またモンサント社は、ノースロップ社から発射そりを供給され、より改善された発射システムの開発設計を担当した。生産と配備は1945年1月から開始された。
想定では、JB-2は75,000基の生産が計画された。アメリカ陸軍航空隊では、ドイツと日本に対してこの兵器を投入するべく発射中隊を編成した。しかし1945年5月にヨーロッパでの戦争は終結し、JB-2は生産数を縮小したが、配備計画の終結には至らなかった。
ヨーロッパの陸軍司令官たちには、ドイツ軍に対抗して排除する兵器としては戦略爆撃の概念がそれを満たしており、かつ、1945年までにはドイツの戦略目標の数は限定的なものとなっていた。
しかしJB-2は、ダウンフォール作戦、特に日本本土を侵攻する計画において予期された高い死傷者数という観点から、日本を攻撃する兵器として想定された。地上軍が上陸する前に180日に渡る強力な爆撃が日本本土に加えられる予定であり、これは「本戦争で、最も強力で継続された、侵入に先立つ爆撃」だった。攻撃には海軍の通常行われる艦砲射撃と、ロケットを発射する航空機の空襲、それにドイツの使用したV-1飛行爆弾のアメリカ版が含まれていた。
海軍が運用したJB-2は「KGW-1」と呼称された。これは護衛空母（CVE）と同じく、海軍の戦車揚陸艦（LST。Landing Ship, Tank）から日本軍に対して投入される計画だった。さらにPB4Y-2プライバティア哨戒機からの発射が想定され、空中発射の技術が開発された。公式には、アメリカ空軍の行動表では、戦争終結の直前に、太平洋へ向かう途中の航空母艦が、日本本土の侵攻計画で、起こりうる使用のために、大量のJB-2を受領したと記載しているが、その空母の名称が明らかにされたことはない。またイーグリン基地のある歴史資料では、フィリピンの某陸軍航空隊部門は、日本に対してJB-2を発射する準備をしていたが、核兵器による爆撃はその任務には含まれていなかった。
1945年8月の日本に対する核兵器使用はダウンフォール作戦の中止へと至らせ、JB-2の配備も9月15日に終了した。合計1,391基が製造された。

## 戦後の試験

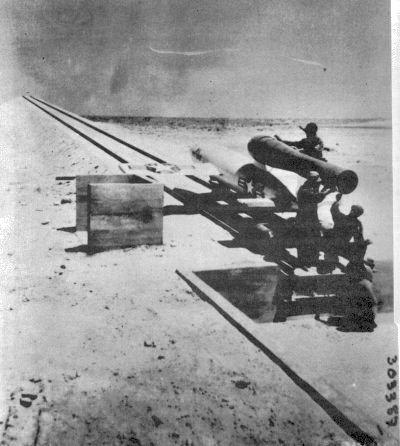
JB-2ルーン。1948年、ホローマン基地にて試験発射のための準備中。

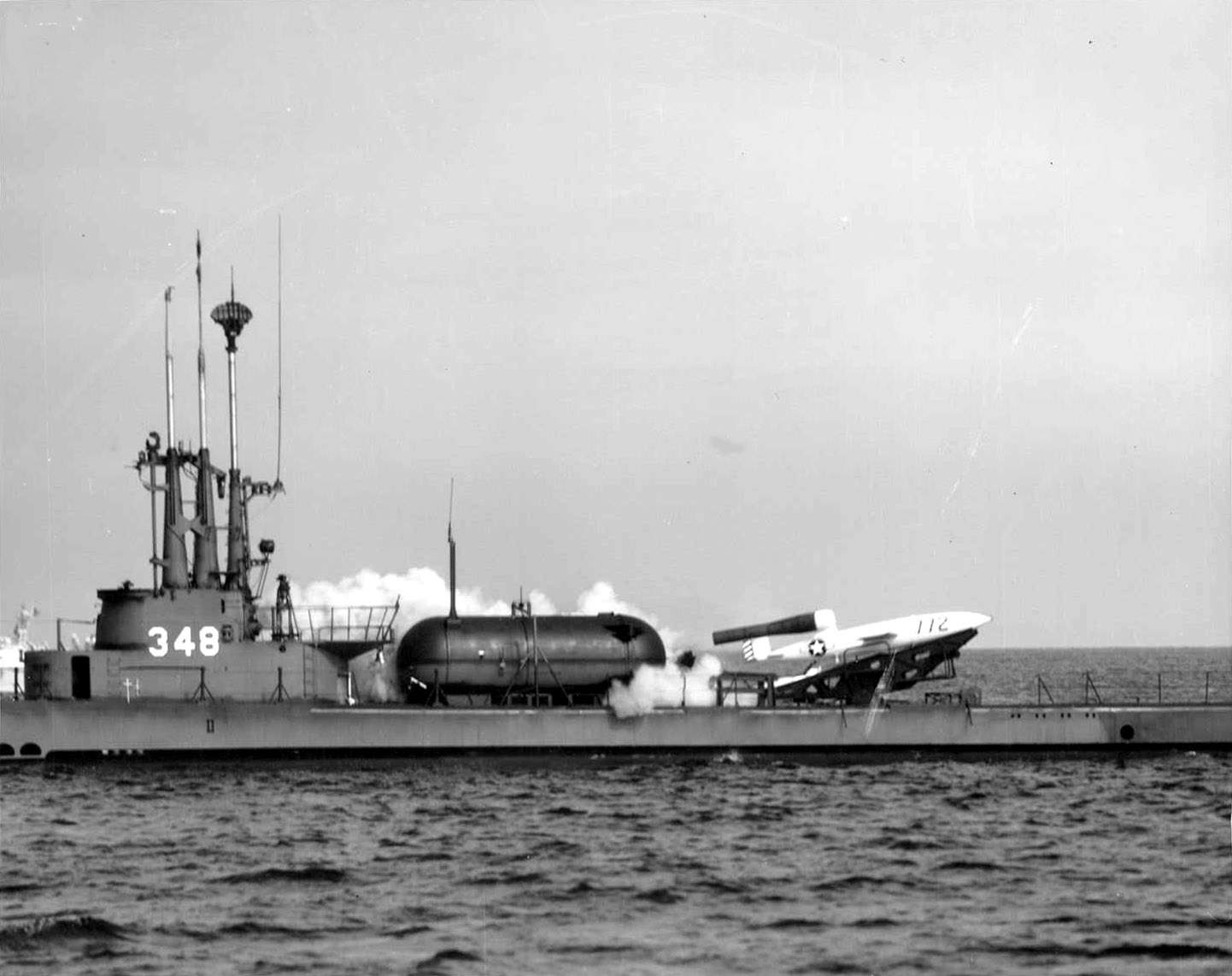
1951年、USSカスクから発射されたルーン。

アメリカ陸軍航空隊では、プロジェクトMX-544として本機の研究開発を継続した。大きく分けて2種類のバージョンが試され、片方はあらかじめセットされた内部誘導装置を持ち、もう片方はレーダー制御であった。数種類の発射台が開発されたが、これは永久構築されたものや携帯式のものを含み、また移動式の発射装置にはB-17やB-29爆撃機の翼下部から発射するものがあった。発射と誘導の改良試験は、1944年から1947年までイーグリン基地で続行された。
アメリカ海軍で使用されたものはKGW-1である。後期型はLTV-N-2に再設計された。これは潜水艦の後部甲板上の、水密されたコンテナに搭載されるよう開発された。これを装備した最初の潜水艦はUSSカスクであり、1947年2月12日に最初のルーンの発射に成功した。位置はカリフォルニア州のムグ岬である。
1947年9月18日、アメリカ空軍は国防総省の完全に独立した組織となった。この後に研究は無人航空機と無人爆撃機の開発として続行された。研究内容には既存の利用可能なJB-2と1945年12月に開発内容が明示され、亜音速で500マイルの射程を持つこととされたXSSM-A-1が含まれた。XSSM-A-1の開発契約はメリーランド州バルティモアに所在するグレン・L・マーティン社に結ばれた。この計画はMX-771プロジェクトとして知られた。
1948年4月23日、ニューメキシコ州に所在するホローマン基地（前アラモゴード陸軍航空基地）において、空軍兵站軍団はEO-727-12計画としてJB-2を復活させた。ここでJB-2はミサイル誘導・制御技術と探知技術の開発や、測距と光学走査装備の試験、また空対地ミサイルや空対空ミサイルの標的として用いられた。皮肉にもV-1の開発名称はフラックツィールゲレート（対空標的装置）であり、これを成し遂げたことになる。JB-2計画では、ホローマン基地に設けられた北アメリカ航空NATIV（North American Test Instrument Vehicle）ブロックハウスと2本の発射台を使用した。これは全長400フィートの2条のレールを敷いた3度の角度を持つ土盛り斜面で、40フィートの牽引車用の斜面が設けられていた。この40フィートの牽引車用ランプは、結局この次に開発されたマーティンMGM-1マタドールに搭載されるシステムへの第一歩となった。これはアメリカが最初に作り出した、実戦投入可能な地対地ミサイル（巡航ミサイル）であった。ホローマンでの試験は1949年1月10日に無線誘導と制御システムの開発の成功の後に終了したが、この制御においては空中や地上の送信機から操縦されたJB-2を、ソリによって着陸させることさえもできた。
航空実験部隊はJB-2を一連の試験のために1940年代後半から1950年代にかけて使用した。1949年の春、イーグリン基地において第3200耐用試験グループは、B-36爆撃機の翼下からJB-2の発射を試験した。 約一年後、JB-2は試験的に機銃用の赤外線照準器の空中標的として実験された。
1992年の夏、サンタローザ島で軍の勤務員が、空軍が所有する基地の区画で保存状態の良好なJB-2の残骸を発見した。バリアー島のより荒廃が進んだ基地では、錆びた剥片が見つかるに過ぎなかったが、発見の後に当局はさらなる捜索を計画した。

## 以降のジェット爆弾開発計画
1944年1月、JB-3ティアマット亜音速空対空ミサイルの開発はプロジェクトMX-570として開始された。開発担当はヒューズ社であり、NACAの援助とともにティアマットを開発した。試作型のJB-3は、まず最初にブースターを付加して地面から放たれ、次にA-26攻撃機から発射された。
JB-3は二重推力（加速・持続）固体燃料ロケットエンジンで推進され、安定性保持と制御のために、操縦用の比較的大きな翼が3つつけられた。ティアマットはセミアクティブレーダーシーカーを使用し、弾頭は近接信管で起爆した。JB-3の試験と開発は第二次世界大戦の後まで続いた。しかし、最終的に1946年後半か1947年前半には計画は終了した。その時点で、より有望な空対空ミサイルの開発が開始された。AAM-A-1 ファイアーバードとAAM-A-2/F-98/GAR-1 ファルコンである。
JB-4の開発はプロジェクトMX-607として始まったもので、基本的にはGB-4滑空爆弾にフォードPJ31パルスジェットエンジン（JB-2に装備されたものと同型）を装着し、射程を120kmに延長したものである。GB-4と同じく、これにはAN/AXT-2テレビ送信機を装備し、発射した航空機に配置されたオペレーターにむけ、TVカメラからの画像を送信した。オペレーターはミサイルの進路を変えるために無線指令を送った。JB-4は、少数の公式記録では地対地ミサイルとして記載される。そのため名称からは地上発射も意図しているように見える。このミサイルは1945年に試験が行われたが、計画は第二次世界大戦終了後に中止された。
JBシリーズのミサイルのうち、ナンバー5、ナンバー6、ナンバー7とナンバー9は設計や概念の段階で全てがキャンセルされた。JB-5はプロジェクトMX-595で計画され、翼がなく、無誘導の空対地ロケットだった。射程は6kmである。JB-6はプロジェクトMX-600で構想された。旋動式の安定機構を持ち、超音速の空対地誘導弾として企画された。JB-7はプロジェクトMX-605で企画された。4,400kg、ターボジェット推進、地対地巡航ミサイルで、射程は640kmとされる。興味深いことにアメリカ空軍の資料では、JB-7の呼称をジェット推進の高速研究機に充てているが、適当な設計案が見出されなかったために中止された。しかしながらJBシリーズの視点からみればこの観点は誤りである。JB-8の呼称は、地対地誘導ミサイルとして企画されたMX-606プロジェクトに短期間割り当てられた。これは後期の呼称をSAM-A-1 GAPA (Ground-to-Air Pilotless Aircraft)と記載している。JB-9の呼称は短距離地対地ミサイルのために予約されたが、この計画は実際に開始されると全く不適だった。JB-9プロジェクトは、おそらくプロジェクトMX-626と同様であり、「ジェット推進の短距離地対地誘導ミサイル」と文書に記載されている。
ノースロップJB-1の開発がターボジェットの失敗から中止された後、残余の製造済みのJB-1は、パルスジェットで動く構造に改修された。これはJB-10と呼称された。これはフォードPJ31パルスジェットエンジンを1基装備し、中央線上に設けられた覆いの内部に配置された。エンジン周囲の冷却空気の流れを許容するため、後部はパルスジェットの直径よりも大きかった。JB-1の突出した翼内爆弾倉は、翼付け根から撤去され、内蔵式の弾頭部分によって代替された。原型のJB-1（およびJB-2）の様に、JB-10は日本侵攻時に投入される、低精度のスタンドオフ兵器であることが想定された。このミサイルは予定された単純な誘導装置を用い、発射された方向へ、予定された距離を飛行し、それから地面へ急降下する。JB-10の初飛行は1945年4月に行われたものの、成功することは無かった。実際、JB-10の発射で、10回の試験のうち、8回が失敗し、2回が部分的な命中を記録した。開発の問題と（システムのいくつかの構成要素に起因する）、この種の兵器の必要性が失われたことから、1946年1月末にJB-10の計画は終了された。

## 残存するJB-2ルーン
- オハイオ州デイトンの国立アメリカ空軍博物館に展示。
- フロリダ州イーグリン基地の空軍兵装博物館に展示。
- オレゴン州マクミンヴィルに所在するエバーグリーン航空&宇宙博物館に展示。
- (エンジンのみ展示。) プレーンズ・オブ・フェイム航空博物館。カリフォルニア州チーノに所在。[8]
- アラスカ州ワシラの、アラスカ輸送・工業博物館には1基のJB-2が野外展示されている。
- ニュージーランドのオークランドに所在する、輸送と技術博物館（MOTAT）に展示。
- ユタ州ヒル基地のヒル・エアロスペース博物館にはオリジナルのJB-2「ウェンドオーバー・ウィリー」が展示されている。[9]
- ムグ岬ミサイル公園に野外展示されている。カリフォルニア州の海軍航空基地、ムグ岬に所在。
- ニューヨーク州ガーデンシティのクレイドル航空博物館に展示。

## 登場作品
『BF5』
イギリス軍とアメリカ軍の分隊長支援要請で発射可能。